# Котража (Лучани)
Котража је насеље у Србији у општини Лучани у Моравичком округу. Према попису из 2022. било је 706 становника. У ратове 1912-1918. отишло је 400 ратника, вратило се 180.
У селу постоје две цркве - Црква Светог Великомученика Георгија и Црква Светог Пантелејмона.
Из овог места је био Глишо Дмитрић, каменорезац из 19. века.
Овде постоји хладњача „Воћар Драгачева” капацитета 230 вагона.

## Демографија
Котража је једно од већих села у општини Лучани, а задњих година бележи пад броја становника. Ово насеље је великим делом насељено Србима.
| Демографија | Демографија | Демографија |
| Година      | Становника  | Становника  |
| ----------- | ----------- | ----------- |
| 1948.       | 1.053       |             |
| 1953.       | 1.130       |             |
| 1961.       | 1.174       |             |
| 1971.       | 1.113       |             |
| 1981.       | 1.048       |             |
| 1991.       | 904         | 889         |
| 2002.       | 889         | 895         |
| 2011.       | 806         |             |
| 2022.       | 706         |             |

| Етнички састав према попису из 2002.‍ | Етнички састав према попису из 2002.‍ | Етнички састав према попису из 2002.‍ | Етнички састав према попису из 2002.‍ | Етнички састав према попису из 2002.‍ |
| ------------------------------------ | ------------------------------------ | ------------------------------------ | ------------------------------------ | ------------------------------------ |
|                                      |                                      |                                      |                                      |                                      |
| Срби                                 | Срби                                 |                                      | 869                                  | 97,75%                               |
| Црногорци                            | Црногорци                            |                                      | 2                                    | 0,22%                                |
| Хрвати                               | Хрвати                               |                                      | 1                                    | 0,11%                                |
| непознато                            | непознато                            |                                      | 17                                   | 1,91%                                |

| Година пописа     | 1948. | 1953. | 1961. | 1971. | 1981. | 1991. | 2002. |
| ----------------- | ----- | ----- | ----- | ----- | ----- | ----- | ----- |
| Број домаћинстава | 178   | 192   | 227   | 269   | 283   | 265   | 271   |

| Број чланова      | 1  | 2  | 3  | 4  | 5  | 6  | 7  | 8 | 9 | 10 и више | Просек |
| ----------------- | -- | -- | -- | -- | -- | -- | -- | - | - | --------- | ------ |
| Број домаћинстава | 56 | 60 | 43 | 47 | 21 | 25 | 14 | 3 | 1 | 1         | 3,28   |

| Пол    | Укупно | Неожењен/Неудата | Ожењен/Удата | Удовац/Удовица | Разведен/Разведена | Непознато |
| ------ | ------ | ---------------- | ------------ | -------------- | ------------------ | --------- |
| Мушки  | 369    | 106              | 239          | 19             | 4                  | 1         |
| Женски | 380    | 60               | 239          | 69             | 11                 | 1         |
| УКУПНО | 749    | 166              | 478          | 88             | 15                 | 2         |

| Пол    | Укупно                    | Пољопривреда, лов и шумарство | Рибарство                            | Вађење руде и камена | Прерађивачка индустрија       |
| ------ | ------------------------- | ----------------------------- | ------------------------------------ | -------------------- | ----------------------------- |
| Мушки  | 225                       | 137                           | 0                                    | 0                    | 15                            |
| Женски | 164                       | 120                           | 0                                    | 0                    | 9                             |
| УКУПНО | 389                       | 257                           | 0                                    | 0                    | 24                            |
| Пол    | Производња и снабдевање   | Грађевинарство                | Трговина                             | Хотели и ресторани   | Саобраћај, складиштење и везе |
| Мушки  | 0                         | 4                             | 12                                   | 4                    | 34                            |
| Женски | 0                         | 0                             | 8                                    | 1                    | 14                            |
| УКУПНО | 0                         | 4                             | 20                                   | 5                    | 48                            |
| Пол    | Финансијско посредовање   | Некретнине                    | Државна управа и одбрана             | Образовање           | Здравствени и социјални рад   |
| Мушки  | 0                         | 0                             | 4                                    | 3                    | 4                             |
| Женски | 0                         | 2                             | 0                                    | 3                    | 5                             |
| УКУПНО | 0                         | 2                             | 4                                    | 6                    | 9                             |
| Пол    | Остале услужне активности | Приватна домаћинства          | Екстериторијалне организације и тела | Непознато            | Непознато                     |
| Мушки  | 2                         | 0                             | 0                                    | 6                    | 6                             |
| Женски | 0                         | 1                             | 0                                    | 1                    | 1                             |
| УКУПНО | 2                         | 1                             | 0                                    | 7                    | 7                             |